# Porto Open 2022
Il Porto Open 2022 è stato un torneo maschile di tennis professionistico. È stata la 13ª edizione del torneo, facente parte della categoria Challenger 80 nell'ambito dell'ATP Challenger Tour 2022, con un montepremi di 45 730 €. Si è svolto dal 4 al 10 luglio 2022 sui campi in cemento del Complexo Desportivo Monte Aventino di Porto, in Portogallo.

## Partecipanti

### Teste di serie
| Nazionalità | Giocatore             | Ranking* | Testa di serie |
| ----------- | --------------------- | -------- | -------------- |
| Australia   | James Duckworth       | 74       | 1              |
| Giappone    | Yoshihito Nishioka    | 101      | 2              |
| Australia   | Christopher O'Connell | 108      | 3              |
| Portogallo  | Nuno Borges           | 123      | 4              |
| Francia     | Hugo Grenier          | 141      | 5              |
|             | Jahor Herasimaŭ       | 144      | 6              |
| Francia     | Constant Lestienne    | 149      | 7              |
| Ecuador     | Emilio Gómez          | 151      | 8              |

* Ranking al 27 giugno 2022.

### Altri partecipanti
I seguenti giocatori hanno ricevuto una wild card per il tabellone principale:
- Pedro Araújo
- João Domingues
- Pedro Sousa

I seguenti giocatori sono entrati in tabellone come alternate:
- Antoine Bellier
- Jason Jung

I seguenti giocatori sono passati dalle qualificazioni:
- Ulises Blanch
- Gabriel Décamps
- Daniel Rodrigues
- Aidan McHugh
- Thomaz Bellucci
- Omar Jasika

Il seguente giocatore è entrato in tabellone come lucky loser:
- Kenny de Schepper

## Campioni

### Singolare
Altuğ Çelikbilek ha sconfitto in finale  Christopher O'Connell con il punteggio di 7–6(5), 3–1 rit.

### Doppio
Yuki Bhambri /  Saketh Myneni hanno sconfitto in finale  Nuno Borges /  Francisco Cabral con il punteggio di 6–4, 3–6, [10–6].